# Galemys
Genre
Galemys est un genre de mammifères de la famille des Talpidés (Talpidae). Il ne subsiste qu'une seule espèce actuelle de ce genre : le Desman des Pyrénées (Galemys pyrenaicus), les autres sont des restes fossiles.
Les desmans sont des animaux menacés, qui font penser à des taupes nageuses, et dont on ne rencontre plus que deux espèces vivantes, avec celle du genre voisin, le Desman de Moscovie (Desmana moschata).

## Classification
Ce genre a été décrit pour la première fois en 1829 par le naturaliste allemand Johann Jakob Kaup (1803-1873).
Classification plus détaillée selon le Système d'information taxonomique intégré (SITI ou ITIS en anglais) :
 Règne : Animalia ; sous-règne : Bilateria ; infra-règne : Deuterostomia ; Embranchement : Chordata ; Sous-embranchement : Vertebrata ; infra-embranchement : Gnathostomata ; super-classe : Tetrapoda ; Classe : Mammalia ; Sous-classe : Theria ; infra-classe : Eutheria ; ordre : Soricomorpha ; famille des Talpidae ; sous-famille des Talpinae ; tribu des Desmanini ; genre Galemys.
Traditionnellement, les espèces de Talpidés sont classées dans l'ordre des Insectivora, un regroupement qui est progressivement abandonné au XXIe siècle. 

## Liste d'espèces

### Espèce actuelle
Selon Catalogue of Life (13 avril 2015),  ITIS (13 avril 2015), Mammal Species of the World (version 3, 2005)  (13 avril 2015), NCBI (13 avril 2015) :
- Galemys pyrenaicus (É. Geoffroy Saint-Hilaire, 1811) - Le Desman des Pyrénées

### Espèces répertoriées
Selon Paleobiology Database (13 avril 2015) :
- † Galemys kormosi
- Galemys pyrenaicus - Le Desman des Pyrénées
- † Galemys semseyi
- † Galemys sulimskii